# I’m Every Woman
I’m Every Woman ist ein Lied der US-amerikanischen Sängerin Chaka Khan aus dem Jahr 1978. Der Disco-Funk-Titel avancierte zum Charthit und erlangte im Jahr 1993, in der Coverversion von Whitney Houston, erneut Bekanntheit.

## Entstehung und Veröffentlichung
Geschrieben wurde das Lied von Nickolas Ashford und Valerie Simpson. Für die Produktion zeichnete Arif Mardin verantwortlich.
Die Erstveröffentlichung von I’m Every Woman erfolgte als Single im September 1978 bei Warner Bros. Records. Diese erschien als 7″-Single mit der B-Seite A Woman in a Man’s World (Katalognummer: 8683). Am 12. Oktober 1978 erschien das Lied als Teil von Chaka Khans siebten Studioalbum Chaka (Katalognummer: BSK 3245).

## Musikvideo
Das Musikvideo zu I’m Every Woman entstand unter Regie von Bruce Gowers und zeigt Khan in verschiedenen Kostümen, um die Aussage des Titels zu unterstützen, zu einer Zeit, als Musikvideos noch nicht üblich waren.

## Kommerzieller Erfolg

### Chartplatzierungen
Das Stück avancierte zum Charthit im Vereinigten Königreich (Rang 11), Neuseeland (Rang 18), den Niederlanden (Rang 19), Belgien (Rang 20) oder auch den Vereinigten Staaten (Rang 21).
| ChartsChartplatzierungen       | Höchstplatzierung | Wochen |
| ------------------------------ | ----------------- | ------ |
| Vereinigte Staaten (Billboard) | 21 (16 Wo.)       | 16     |
| Vereinigtes Königreich (OCC)   | 11 (13 Wo.)       | 13     |

### Auszeichnungen für Musikverkäufe
| Land/Region                  | Auszeichnungen für Musikverkäufe (Land/Region, Auszeichnung, Verkäufe) | Verkäufe |
| ---------------------------- | ---------------------------------------------------------------------- | -------- |
| Vereinigte Staaten (RIAA)    | Gold                                                                   | 500.000  |
| Vereinigtes Königreich (BPI) | Gold                                                                   | 400.000  |
| Insgesamt                    | 2× Gold ·                                                              | 900.000  |

## Coverversion von Whitney Houston
Whitney Houston nahm das Stück für den Soundtrack The Bodyguard: Original Soundtrack Album zum Film The Bodyguard auf. Ihre Version wurde von Narada Michael Walden produziert. Als Tribut an Chaka Khan ruft Houston in ihrer Version gegen Ende deren Namen. Die Erstveröffentlichung erfolgte am 3. November 1992 als Teil des Soundtracks zu The Bodyguard bei Arista Records (Katalognummer: 07822 18699 2). Am 8. Februar 1993 erschien das Lied als Singleauskopplung aus dem Album. Diese erschien als 7″-Single mit der B-Seite Who Do You Love (Katalognummer: 74321 13150 7).

### Chartplatzierungen
Das Cover avancierte zum Top-10-Erfolg in Belgien (Rang 2), den Niederlanden (Rang 3), den Vereinigten Staaten und dem Vereinigten Königreich (je Rang 4), Neuseeland (Rang 5) oder auch Schweden (Rang 7). In den Vereinigten Staaten stieg das Lied in die Charts eins, während der Vorgänger I Will Always Love You noch auf Platz eins stand.
| ChartsChartplatzierungen       | Höchstplatzierung | Wochen |
| ------------------------------ | ----------------- | ------ |
| Deutschland (GfK)              | 13 (16 Wo.)       | 16     |
| Österreich (Ö3)                | 19 (11 Wo.)       | 11     |
| Schweiz (IFPI)                 | 18 (11 Wo.)       | 11     |
| Vereinigte Staaten (Billboard) | 4 (23 Wo.)        | 23     |
| Vereinigtes Königreich (OCC)   | 4 (11 Wo.)        | 11     |

| ChartsJahrescharts (1993)      | Platzierung |
| ------------------------------ | ----------- |
| Deutschland (GfK)              | 80          |
| Vereinigte Staaten (Billboard) | 39          |

### Auszeichnungen für Musikverkäufe
| Land/Region                  | Auszeichnungen für Musikverkäufe (Land/Region, Auszeichnung, Verkäufe) | Verkäufe  |
| ---------------------------- | ---------------------------------------------------------------------- | --------- |
| Australien (ARIA)            | Gold                                                                   | 35.000    |
| Vereinigte Staaten (RIAA)    | Platin                                                                 | 1.000.000 |
| Vereinigtes Königreich (BPI) | Silber                                                                 | 200.000   |
| Insgesamt                    | 1× Silber · 1× Gold · 1× Platin ·                                      | 1.235.000 |

Hauptartikel: Whitney Houston/Auszeichnungen für Musikverkäufe